# Seven the Hard Way
Albums de Pat Benatar
Tropico
(1984) Wide Awake in Dreamland
(1988)
Singles
1. Invincible
Sortie : 6 juillet 1985
2. Sex as a Weapon
Sortie : 4 novembre 1985
3. Le Bel Age
Sortie : 20 janvier 1986

Seven the Hard Way est le 6e album studio de Pat Benatar, sorti le 30 octobre 1985 via Chrysalis Records. L'album est certifié disque d'or par la Recording Industry Association of America le 4 mars 1986.
L'album s'est classé à la 26e position au Billboard 200 la semaine du 28 décembre 1985 et est resté 20 semaines dans ce classement. Mais l'album rencontre surtout un gros succès en Nouvelle-Zélande, atteignant la 2e position la semaine du 1er juin 1986. L'album contient le single Invincible, produit par Mike Chapman et enregistré pour la bande-son du film de Matthew Robbins, The Legend of Billie Jean,. La chanson s'est classée 10e au Billboard Hot 100 et 4e au Mainstream Rock Tracks chart.

## Liste des titres
| A1. | Sex as a Weapon            | Tom Kelly, Billy Steinberg     | 4:15 |
| A2. | Le Bel Age                 | Robert Tepper, Guy Marshall    | 5:10 |
| A3. | Walking in the Underground | Neil Giraldo, Myron Grombacher | 4:39 |
| A4. | Big Life                   | Neil Giraldo, Myron Grombacher | 2:40 |
| A5. | Red Vision                 | Neil Giraldo, Myron Grombacher | 3:50 |

| B1. | 7-Rooms of Gloom (reprise de The Four Tops) | Brian Holland, Lamont Dozier, Eddie Holland           | 3:33 |
| B2. | Run Between the Raindrops                   | Neil Giraldo, Myron Grombacher                        | 4:27 |
| B3. | Invincible                                  | Simon Climie, Holly Knight                            | 4:28 |
| B4. | The Art of Letting Go                       | Philip Allen Brown, Richard Feldman, Myron Grombacher | 3:58 |